# François Harismendy
Pour les articles homonymes, voir Harismendy.
 (avril 2014).
Si vous disposez d'ouvrages ou d'articles de référence ou si vous connaissez des sites web de qualité traitant du thème abordé ici, merci de compléter l'article en donnant les références utiles à sa vérifiabilité et en les liant à la section « Notes et références ».
François Harismendy est un baryton d'origine française, né le 6 novembre 1959 à Mézin[réf. nécessaire].

## Biographie
Lauréat du concours de Rennes, c'est en 1989[réf. nécessaire] à sa sortie du centre national d'insertion professionnelle des artistes lyriques (Cnipal) de Marseille, que François Harismendy fait ses premiers pas dans l'univers lyrique.
Ses 25 ans de carrière lui ont fait aborder un large répertoire autant dans l'opéra français que dans l'opéra italien, assumant des rôles d'opéra-bouffe comme des personnages dramatiques.

## Carrière

### Rôles à l'opéra
- Œuvres de Wolfgang Amadeus Mozart
  - Mazetto dans Don Giovanni à l'Opéra de Genève, au Festival d'Aix-En-Provence et à la Salle Pleyel
  - Leporello dans Don Giovanni à l'Opéra Comique et aux Opéras de Dijon,Avignon,Tours et Nice
  - Don Giovanni dans Don Giovanni à l'Opéra d'Angers
  - Comte Almaviva dans Le nozze di Figaro à l'Opéra d'Angers et au Festival de Saint-Céré
  - Figaro dans Le nozze di Figaro au Palais de l'Europe
  - Bartolo dans Le nozze di Figaro au Grand Théâtre de Bordeaux
  - Don Alfonso dans Cosi Fan Tutte à l'Opéra de Toulon
  - Papageno dans Die Zauberflöte aux Opéras d'Angers et Lille
  - Don Cassandro dans La Finta Semplice au Théâtre d'Innsbruck et au Théâtre Gabriel de Versailles
  - Simone dans La Finta Semplice au Théâtre de Reims
  - Colas dans Bastien et Bastienne à l'Atelier Lyrique de Tourcoing
  - Publio dans La Clemenza di Tito à l'Opéra de Tours et à la Salle Pleyel
  - Don Pippo dans L'oca del Cairo à l'Opéra Comique et à l'Opéra de Toulon
- Œuvres de Jules Massenet : Athanael dans Thaïs à l'Opéra d'Angers, Albert dans Werther à l'Opéra d'Angers
- Œuvres d'Hector Berlioz : Brander dans La Damnation de Faust à l'Opéra de Vilnius,à l'Opéra Comique et à la Salle Pleyel, Mephisto dans La Damnation de Faust d'Hector Berlioz au Smetana Hall de Prague
- Œuvres de Georges Bizet : Escamillo dans Carmen à l'Opéra Comique, Nurabad dans Les Pêcheurs de perles aux Opéras de Nancy, Saint-Etienne et Rouen, Zuniga dans Carmen aux Chorégies d'Orange
- Œuvres de Claude Debussy : Golaud dans Pelléas et Mélisande à l'Opéra Comique et à l'Opéra de Tours, Le Médecin dans Pelléas et Mélisande à la Scala de Milan
- Œuvres de Leoš Janáček : Sakristán dans Les Voyages de Monsieur Brouček à l'Opéra de Strasbourg, Lhotský dans Osud à Radio France et au Théâtre des Champs-Elysées, Chichkov dans De la maison des morts à l'Opéra de Rouen, Stárek dans Jenůfa à l'Opéra de Nancy
- Œuvres de Jacques Offenbach : Les 4 rôles dans Les Contes d'Hoffmann à l'Opéra de Dijon, Le Baron dans La Vie parisienne à l'Opéra de Massy, Achille dans La Belle Hélène au Théâtre du Capitole de Toulouse, Agammemnon dans La Belle Hélène aux Opéras de Liège,Toulon,Nantes et Montpellier, Monsieur Choufleuri dans Monsieur Choufleuri restera chez lui le...à Orléans
- Œuvres de Giacomo Puccini : Sciarrone dans Tosca aux Chorégies d'Orange, Scarpia dans Tosca à l'Opéra Comique et aux Opéras de Macao,Massy et Dijon, Colline dans La Bohème à l'Opéra d'Avignon, Schaunard dans La Bohème à l'Opéra Comique et aux Opéras de Massy et Toulon, Marcello dans La Bohème au Palais de l'Europe, Sharpless dans Madame Butterfly à l'Opéra de Dijon et au Palais de l'Europe, Taddeo dans L'italiana in Algeri aux Opéras de Tours et Angers
- Œuvres de Gioachino Rossini : Geronio dans Il turco in Italia à l'Opéra de Toulon, Bartolo dans Il barbiere di Siviglia au Palais de l'Europe, Dandini dans La Cenerentola à l'Opéra d'Angers, Magnifico dans La Cenerentola à l'Opéra de Tours
- Œuvres de Giuseppe Verdi : Rigoletto dans Rigoletto au Festival de Saint-Céré et aux Opéras de Rabat, Marrakech et Dijon, Paolo dans Simon Boccanegra à l'Opéra d'Angers
- ainsi que Bottom dans A Midsummer Night's Dream de Benjamin Britten au Grand Théâtre de Bordeaux, Malatesta dans Don Pasquale de Gaetano Donizetti aux Opéras d'Angers et Dijon, Frank dans Die Fledermaus de Johann Strauss à l'Opéra de Massy, Faber dans The Knot Garden de Michael Tippett avec la tournée ARCAL, Biterolf dans Tannhauser de Richard Wagner à la Salle Pleyel, Capulet dans Roméo et Juliette de Charles Gounod aux Opéras de Tours et Toulon, Créon dans Jocaste de Charles Chaynes à l'Opéra de Rouen, Der Anderer Mann dans Moses und Aron d'Arnold Schönberg au Théâtre du Chatelet, Criton dans Le dernier jour de Socrate de Graciane Finzi (livret de Jean-Claude Carrière) à l'Opéra Comique

### Musique ancienne
- Lo gai saber et Le fou sur le pont de Bernart de Ventadour, Raimon d'Avinhon, Azalaïs de Porcairagues… en tournée en mondiale (New York, Harvard University, Tanger, Barcelone, Utrecht…)

## Discographie
- Créon dans Jocaste de Charles Chaynes avec l'Orchestre de l'Opéra de Rouen, direction : Frédéric Chaslin - Editions Casa Ricordi (Théâtre des Arts de Rouen, 5 et 7 novembre 1993, Chamade CHCD 5633/34) (OCLC 36693077)
- Lo Gai Saber, Camerata Mediterranea, dir. Joel Cohen (juillet 1990, Erato CD 2292-45647-2)[2] (OCLC 610277044 et 666288309), (Fiche sur medieval.org).
- Bernard de Ventadour, Le Fou sur le Pont, Camerata Mediterranea, dir. Joel Cohen (8-15 septembre 1993, Erato CD 4509-94825-2)[3] nommé au Grand Prix des Discophiles, Critic's Choice, Grammophone…[réf. nécessaire] (Fiche sur medieval.org)

## Filmographie
- Le Mari dans Surgir! de Grégoire Letouvet.

## Galerie

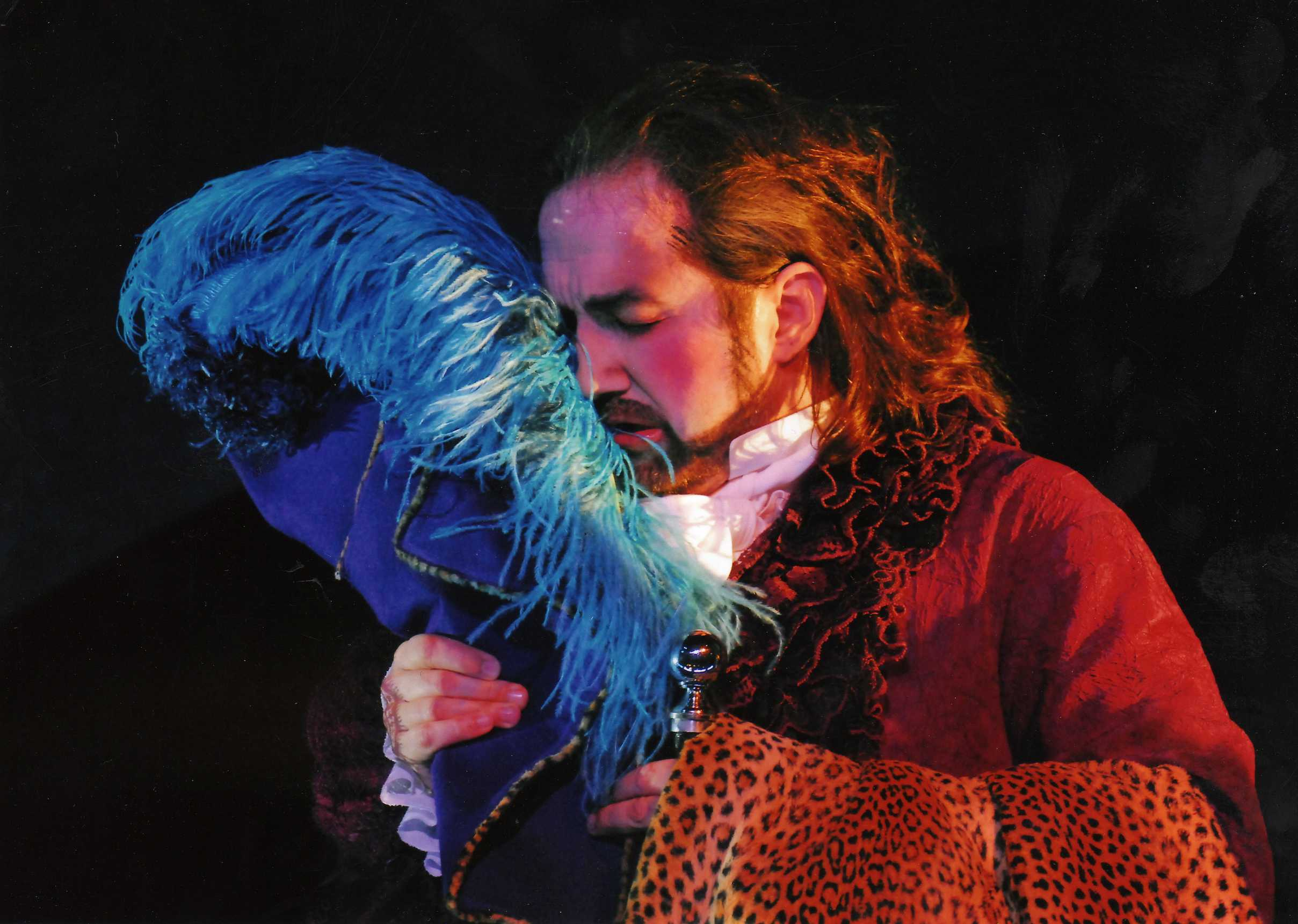
Don Magnifico.
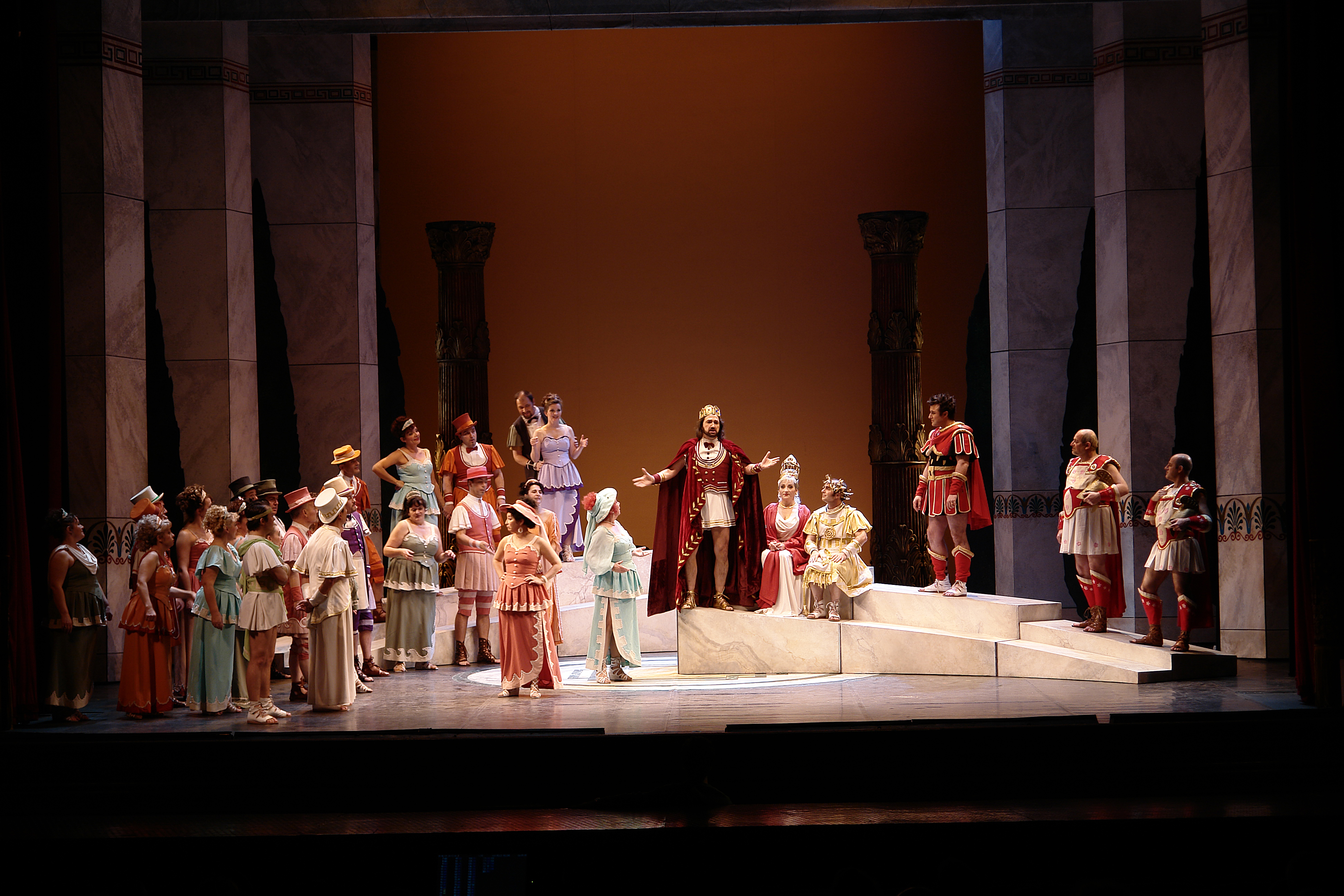
Agammemnon.
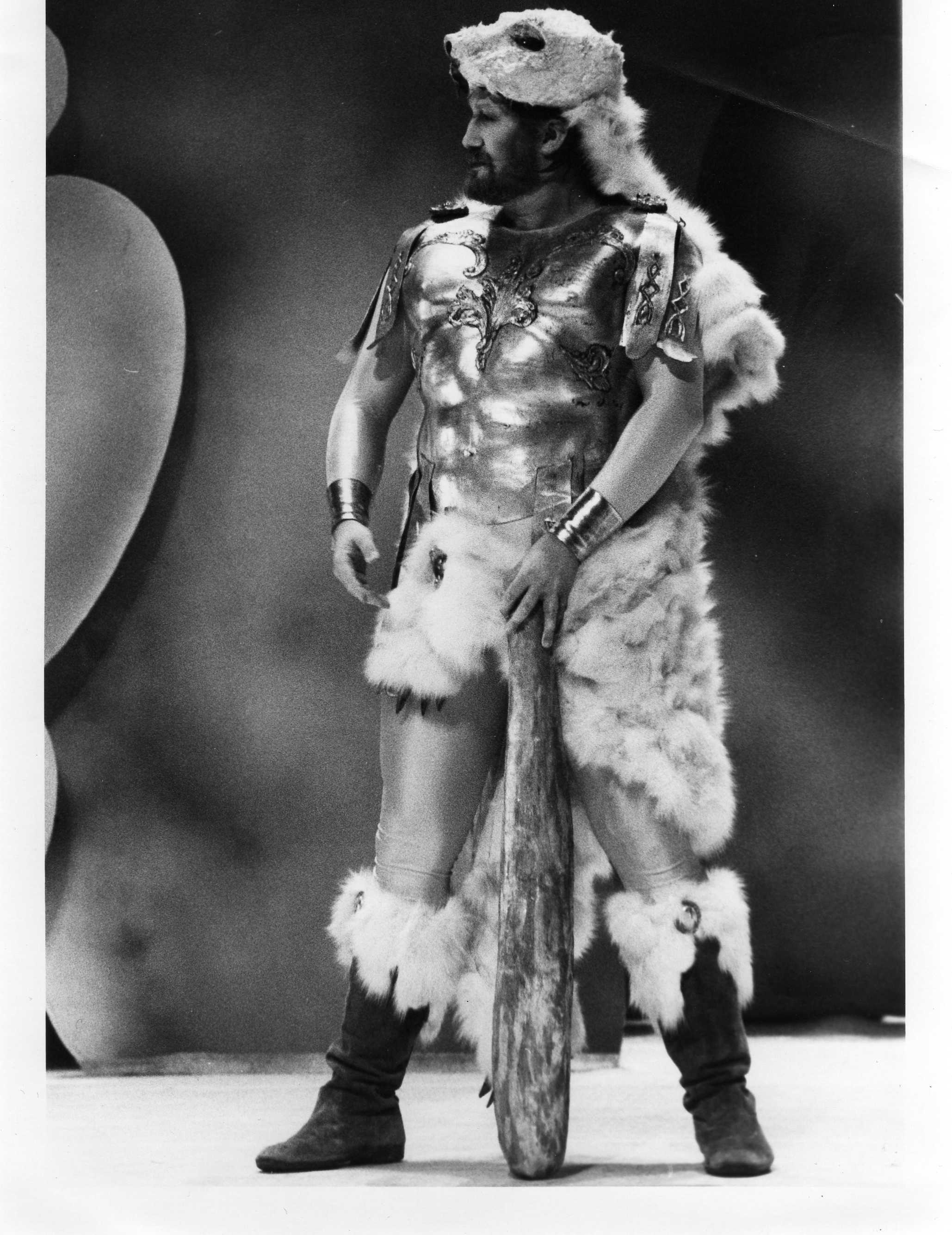
Borée.
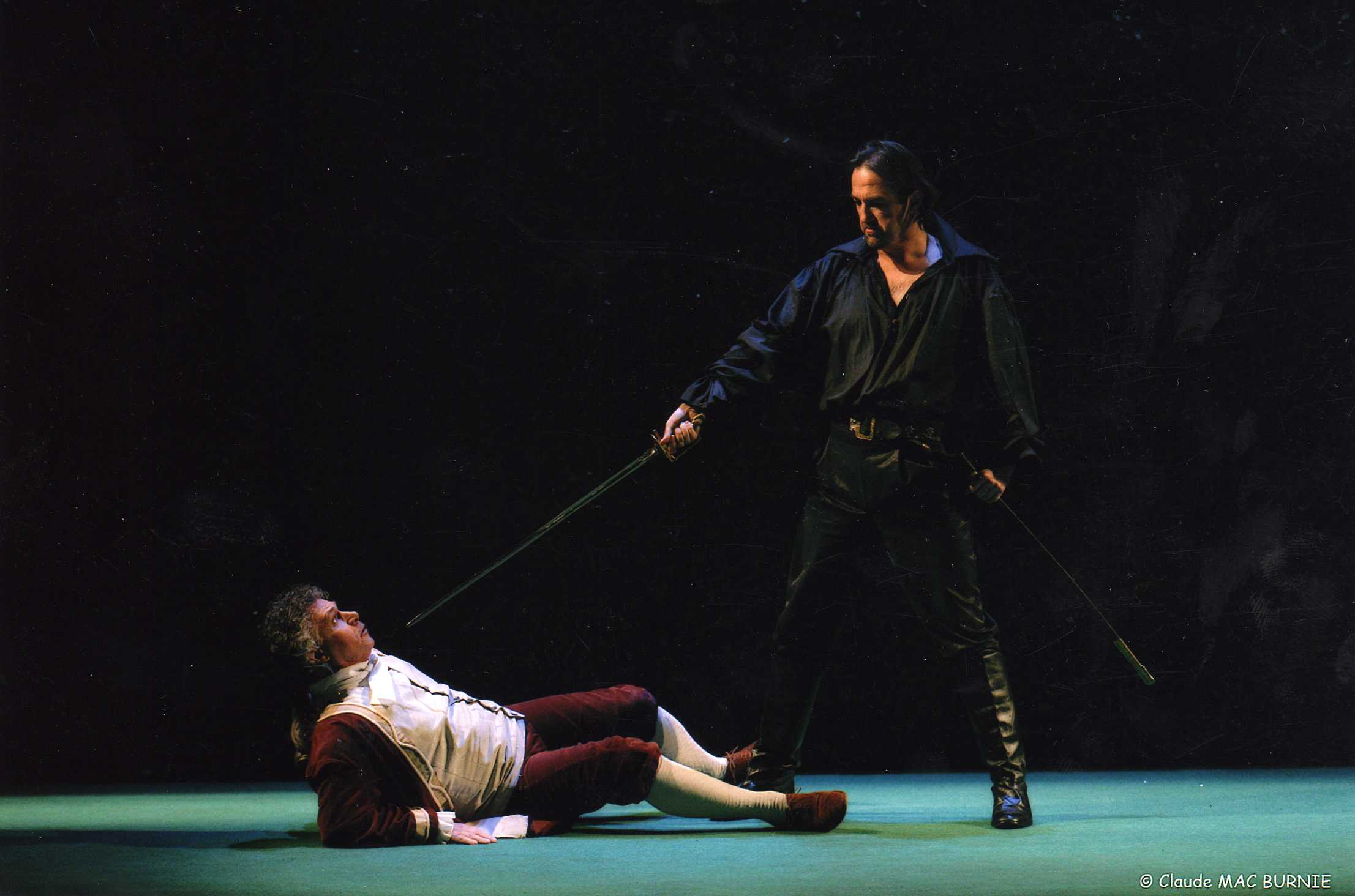
Don Giovanni (photographe : Claude MacBurnie)